# Caitlin Compton
Caitlin Compton (7 novembre 1980) è una fondista statunitense.
In seguito al matrimonio dalla stagione 2012 ha assunto il cognome del marito e si è iscritta alle liste FIS come Caitlin Gregg.

## Biografia
Caitlin Compton ha debuttato nel Circo bianco partecipando alla Nor-Am Cup 2001 e ha esordito ai Campionati mondiali in occasione della rassegna iridata di Sapporo 2007, dove è stata 60ª nella 10 km, 14ª nella staffetta e non ha concluso la 30 km.
Ha esordito in Coppa del Mondo nell'inseguimento di Whistler del 17 gennaio 2009, classificandosi 32ª; in seguito ha partecipato ai Mondiali di Liberec 2009, piazzandosi 47ª nella 30 km, 58ª nell'inseguimento e 13ª nella staffetta.
Alla sua prima presenza olimpica, Vancouver 2010, è stata 30ª nella 10 km, 42ª nell'inseguimento, 6ª nella sprint a squadre e 11ª nella staffetta. Dopo alcune stagioni prive di risultati internazionali di rilievo, ai Mondiali di Falun 2015 ha vinto la medaglia di bronzo nella 10 km.

## Palmarès

### Mondiali
- 1 medaglia:
  - 1 bronzo (10 km a Falun 2015)

### Coppa del Mondo
- Miglior piazzamento in classifica generale: 73ª nel 2016

### Campionati statunitensi
- 12 medaglie[2]:
  - 4 ori (5 km TL nel 2008; 5 km TL nel 2009; 20 km TL nel 2014; 10 km TL nel 2015)
  - 6 argenti (10 km TL nel 2010; 10 km TL, sprint TL nel 2012; 10 km TC, sprint TL nel 2014; sprint TL nel 2015)
  - 2 bronzi (sprint TL nel 2008; 20 km TC nel 2010)